# 2a etapa del Tour de França de 2016
La 2a etapa del Tour de França de 2016 es disputà el diumenge 3 de juliol de 2016 sobre un recorregut de 183 km, amb sortida a Saint-Lô i arribada a Cherbourg-en-Cotentin.
El vencedor de l'etapa, i nou líder de la general, fou Peter Sagan (Team Tinkoff), que s'imposà a l'esprint a Cherbourg-en-Cotentin. L'arribada, situada poc després de la cota de La Glacerie, no va provocar grans diferències entre els favorits, amb excepció d'Alberto Contador (Team Tinkoff), implicat en una nova caiguda i força masegat de la caiguda del dia anterior, que va perdre 48", i Richie Porte (BMC Racing Team), perjudicat per una punxada a manca de 4 km per l'arribada, que va perdre 1' 45".

## Recorregut
Sortint de Saint-Lô, els primers quilòmetres són cap al sud fins a arribar a Hambye, on es gira cap al nord per anar a buscar la costa oest de la península de Cotentin. En aquests primers 50 quilòmetres s'hauran de superar tres petites cotes de quarta categoria. Un cop a mar seguiran la costa fins a Dielette, on giraran cap a l'est per anar a trobar la vila de Cherbourg-en-Cotentin. El recorregut en els seus quilòmetres finals és força trencacames i sinuós, amb nombroses pujades i baixades, tot i que sols és puntuable pel gran premi de la muntanya la cota de La Glacerie, de tercera categoria, que es corona a manca de 1,5 quilòmetre. Els darrers 700 metres tenen un desnivell del 5,7%.

## Desenvolupament de l'etapa

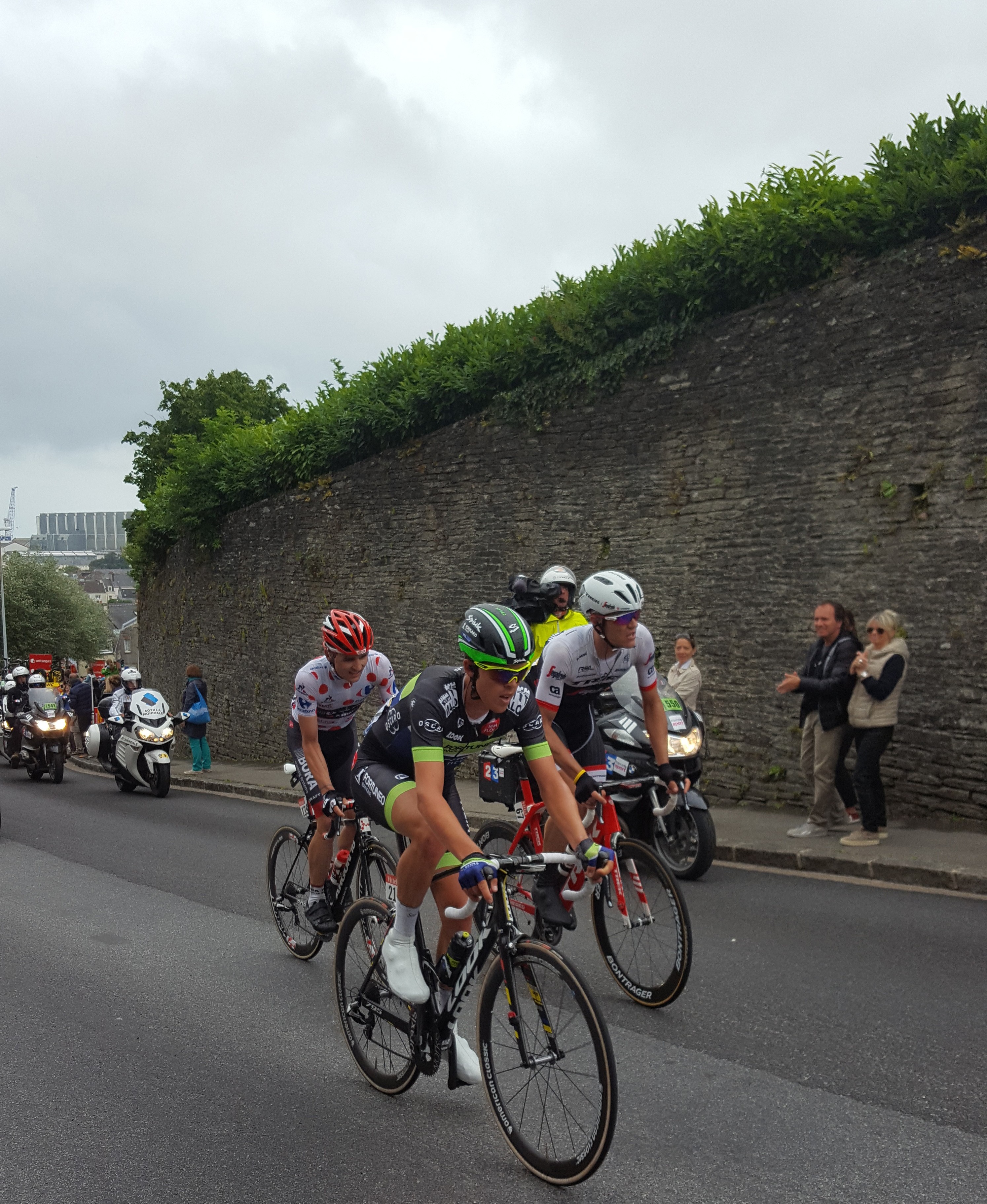
Els escapats al pas per la cota d'Octeville.

Només començar l'etapa es forma una escapada integrada per quatre corredors: Paul Voss i Cesare Benedetti (Bora-Argon 18), Vegard Breen (Fortuneo-Vital Concept) i Jasper Stuyven (Trek-Segafredo). Aconseguiran una diferència màxima d'uns 6'50" al km 69 sobre un gran grup comandat pel Dimension Data. Poc abans d'aconseguir aquesta màxima diferència, al quilòmetre 60, Alberto Contador (Team Tinkoff) es veu implicat en una nova caiguda que li provoca un nou cop a l'espatlla. A manca de 60 km per l'arribada els escapats mantenen 6 minuts sobre el gran grup, però oc a poc la velocitat augmenta per darrere sota l'empenta de l'IAM Cycling i el Direct Énergie. Benedetti és el primer en despenjar-se dels escapats, però a 8,5 km de l'arribada és Stuyven el que ataca aprofitant el pas per la cota d'Octeville. Iniciarà l'ascensió a la cota de la Glacerie amb 1' 30" sobre el gran grup, però el temps serà insuficient i tot i que coronarà en primera posició per la cota, serà neutralitzat a manca de 500 metres. En l'esprint final Peter Sagan aconseguirà la victòria per davant de Julian Alaphilippe i Alejandro Valverde. Sagan serà el nou líder, Stuyven aconsegueix la muntanya i Alaphilippe liderarà els joves.

## Resultats

### Classificació de l'etapa
| \| Classificació de l'etapa \| Classificació de l'etapa \| Classificació de l'etapa \| Classificació de l'etapa \| Classificació de l'etapa \| \| Corredor \| Corredor \| Equip \| Temps \| \| \| ------------------------ \| --------------------------- \| ------------------------ \| ------------------------ \| ------------------------ \| \| 1r \| Peter Sagan \| Tinkoff \| 4h 20' 51" \| \| \| 2n \| Julian Alaphilippe \| Etixx-Quick Step \| + 0" \| \| \| 3r \| Alejandro Valverde Belmonte \| Movistar Team \| + 0" \| \| \| 4t \| Daniel Martin \| Etixx-Quick Step \| + 0" \| \| \| 5è \| Michael Matthews \| Orica-BikeExchange \| + 0" \| \| \| 6è \| Wilco Kelderman \| LottoNL-Jumbo \| + 0" \| \| \| 7è \| Tony Gallopin \| Lotto-Soudal \| + 0" \| \| \| 8è \| Greg Van Avermaet \| BMC Racing Team \| + 0" \| \| \| 9è \| Bauke Mollema \| Trek-Segafredo \| + 0" \| \| \| 10è \| Christopher Froome \| Team Sky \| + 0" \| \| |                             |                    |            |
| |                             |                    |            |
| Font: ProCyclingStats |                             |                    |            |
| Classificació de l'etapa |                             |                    |            |
| Corredor | Corredor                    | Equip              | Temps      |
| 1r | Peter Sagan                 | Tinkoff            | 4h 20' 51" |
| 2n | Julian Alaphilippe          | Etixx-Quick Step   | + 0"       |
| 3r | Alejandro Valverde Belmonte | Movistar Team      | + 0"       |
| 4t | Daniel Martin               | Etixx-Quick Step   | + 0"       |
| 5è | Michael Matthews            | Orica-BikeExchange | + 0"       |
| 6è | Wilco Kelderman             | LottoNL-Jumbo      | + 0"       |
| 7è | Tony Gallopin               | Lotto-Soudal       | + 0"       |
| 8è | Greg Van Avermaet           | BMC Racing Team    | + 0"       |
| 9è | Bauke Mollema               | Trek-Segafredo     | + 0"       |
| 10è | Christopher Froome          | Team Sky           | + 0"       |

### Punts atribuïts
| Esprint intermedi Portbail (km 107,5) |                          |                        |        |
| 1r                                    | Cesare Benedetti (ITA)   | Bora-Argon 18          | 20 pts |
| 2n                                    | Paul Voss (GER)          | Bora-Argon 18          | 17 pts |
| 3r                                    | Vegard Breen (NOR)       | Fortuneo-Vital Concept | 15 pts |
| 4t                                    | Jasper Stuyven (BEL)     | Trek-Segafredo         | 13 pts |
| 5è                                    | André Greipel (GER)      | Lotto Soudal           | 11 pts |
| 6è                                    | Marcel Kittel (GER)      | Etixx-Quick Step       | 10 pts |
| 7è                                    | Alexander Kristoff (NOR) | Team Katusha           | 9 pts  |
| 8è                                    | Peter Sagan (SVK)        | Team Tinkoff           | 8 pts  |
| 9è                                    | Mark Cavendish (GBR)     | Dimension Data         | 7 pts  |
| 10è                                   | Jens Debusschere (BEL)   | Lotto Soudal           | 6 pts  |
| 11è                                   | Bryan Coquard (FRA)      | Direct Énergie         | 5 pts  |
| 12è                                   | Michael Matthews (AUS)   | Orica-BikeExchange     | 4 pts  |
| 13è                                   | Gorka Izagirre (ESP)     | Movistar Team          | 3 pts  |
| 14è                                   | Jacopo Guarnieri (ITA)   | Team Katusha           | 2 pts  |
| 15è                                   | Winner Anacona (COL)     | Movistar Team          | 1 pt   |

| Esprint final Cherbourg-en-Cotentin (km 188) |                          |                    |        |
| 1r                                           | Peter Sagan (SVK)        | Team Tinkoff       | 50 pts |
| 2n                                           | Julian Alaphilippe (FRA) | AG2R La Mondiale   | 30 pts |
| 3r                                           | Alejandro Valverde (ESP) | Movistar Team      | 20 pts |
| 4t                                           | Daniel Martin (IRL)      | Etixx-Quick Step   | 18 pts |
| 5è                                           | Michael Matthews (AUS)   | Orica-BikeExchange | 16 pts |
| 6è                                           | Wilco Kelderman (NED)    | Team LottoNL-Jumbo | 14 pts |
| 7è                                           | Tony Gallopin (FRA)      | Lotto Soudal       | 12 pts |
| 8è                                           | Greg Van Avermaet (BEL)  | BMC Racing Team    | 10 pts |
| 9è                                           | Bauke Mollema (NED)      | Trek-Segafredo     | 8 pts  |
| 10è                                          | Christopher Froome (GBR) | Team Sky           | 7 pts  |
| 11è                                          | Simon Gerrans (AUS)      | Orica-BikeExchange | 6 pts  |
| 12è                                          | Pierre Rolland (FRA)     | Cannondale-Drapac  | 5 pts  |
| 13è                                          | Adam Yates (GBR)         | Orica-BikeExchange | 4 pts  |
| 14è                                          | Warren Barguil (FRA)     | Team Giant-Alpecin | 3 pts  |
| 15è                                          | Joaquim Rodríguez (CAT)  | Team Katusha       | 2 pt   |

### Colls i cotes
| Cota de Torigny-les-Villes. 142m. 4a categoria (km 10) (1,4 km al 5,7%) |                    |                        |      |
| 1r                                                                      | Vegard Breen (NOR) | Fortuneo-Vital Concept | 1 pt |

| Cota de Montabot. 173m. 4a categoria (km 23) (1,9 km al 5%) |                      |                |      |
| 1r                                                          | Jasper Stuyven (BEL) | Trek-Segafredo | 1 pt |

| Cota de Montpinchon. 136m. 4a categoria (km 52) (1,2 km al 5,9%) |                      |                |      |
| 1r                                                               | Jasper Stuyven (BEL) | Trek-Segafredo | 1 pt |

| Cota de La Glacerie. 133m. 3a categoria (km 181,5) (1,9 km al 6,5%) |                       |                |       |
| 1r                                                                  | Jasper Stuyven (BEL)  | Trek-Segafredo | 2 pts |
| 2n                                                                  | Roman Kreuziger (CZE) | Team Tinkoff   | 1 pt  |

## Classificacions a la fi de l'etapa

### Classificació general
| \| Classificació general \| Classificació general \| Classificació general \| Classificació general \| Classificació general \| \| Corredor \| Corredor \| Equip \| Temps \| \| \| --------------------- \| --------------------------- \| --------------------- \| --------------------- \| --------------------- \| \| 1r \| Peter Sagan \| Tinkoff \| 8h 34' 42" \| \| \| 2n \| Julian Alaphilippe \| Etixx-Quick Step \| + 8" \| \| \| 3r \| Alejandro Valverde Belmonte \| Movistar Team \| + 10" \| \| \| 4t \| Warren Barguil \| Giant-Alpecin \| + 14" \| \| \| 5è \| Christopher Froome \| Team Sky \| + 14" \| \| \| 6è \| Greg Van Avermaet \| BMC Racing Team \| + 14" \| \| \| 7è \| Nairo Quintana Rojas \| Movistar Team \| + 14" \| \| \| 8è \| Roman Kreuziger \| Tinkoff \| + 14" \| \| \| 9è \| Simon Gerrans \| Orica-BikeExchange \| + 14" \| \| \| 10è \| Daniel Martin \| Etixx-Quick Step \| + 14" \| \| |                             |                    |            |
| |                             |                    |            |
| Font: ProCyclingStats |                             |                    |            |
| Classificació general |                             |                    |            |
| Corredor | Corredor                    | Equip              | Temps      |
| 1r | Peter Sagan                 | Tinkoff            | 8h 34' 42" |
| 2n | Julian Alaphilippe          | Etixx-Quick Step   | + 8"       |
| 3r | Alejandro Valverde Belmonte | Movistar Team      | + 10"      |
| 4t | Warren Barguil              | Giant-Alpecin      | + 14"      |
| 5è | Christopher Froome          | Team Sky           | + 14"      |
| 6è | Greg Van Avermaet           | BMC Racing Team    | + 14"      |
| 7è | Nairo Quintana Rojas        | Movistar Team      | + 14"      |
| 8è | Roman Kreuziger             | Tinkoff            | + 14"      |
| 9è | Simon Gerrans               | Orica-BikeExchange | + 14"      |
| 10è | Daniel Martin               | Etixx-Quick Step   | + 14"      |

### Classificació per punts
|   | Ciclista             | Equip            | Punts |
| - | -------------------- | ---------------- | ----- |
| 1 | Peter Sagan (SVK)    | Team Tinkoff     | 87    |
| 2 | Mark Cavendish (GBR) | Dimension Data   | 63    |
| 3 | Marcel Kittel (GER)  | Etixx-Quick Step | 50    |

### Classificació de la muntanya
|   | Ciclista             | Equip                  | Punts |
| - | -------------------- | ---------------------- | ----- |
| 1 | Jasper Stuyven (BEL) | Trek-Segafredo         | 4     |
| 2 | Paul Voss (GER)      | Bora-Argon 18          | 2     |
| 3 | Vegard Breen (NOR)   | Fortuneo-Vital Concept | 1     |

### Classificació del millor jove
|   | Ciclista                 | Equip              | Temps      |
| - | ------------------------ | ------------------ | ---------- |
| 1 | Julian Alaphilippe (BEL) | Etixx-Quick Step   | 8h 34' 50" |
| 2 | Warren Barguil (FRA)     | Team Giant-Alpecin | + 6"       |
| 3 | Wilco Kelderman (NED)    | Team LottoNL-Jumbo | + 6"       |

### Classificació per equips
|    | Equip              | Temps       |
| -- | ------------------ | ----------- |
| 1r | Orica-BikeExchange | 25h 44' 48" |
| 2n | Team Sky           | m.t.        |
| 3r | Movistar Team      | + 21"       |

## Abandonaments
No es produeix cap abandonament durant l'etapa.